# Inger Ros
Inger Ros, född 1952 i Stockholm och bosatt i Tumba, är en svensk socialdemokratisk politiker. Hon var sjukvårdslandstingsråd i Stockholms läns landsting åren 2002-2006 och efterträddes av Filippa Reinfeldt. Inger Ros är ledamot av landstingsfullmäktige i Stockholms län sedan 1989 och kandiderar dit även i valet 2010.. Hon är även kommunalpolitiker i Botkyrka kommun. Inger Ros har en dotter.

## Bakgrund, karriär , uppdrag
Inger Ros är född i Salem men uppvuxen i Högdalen. Hon har varit anställd hos NJA, Svenska Lantarbetareförbundet och Arbetarnas bildningsförbund samt ombudsman för Socialdemokraterna i Botkyrka. 
Utöver sina uppdrag som kommunal- och landstingspolitiker sitter hon i beredningen för primärvård och äldreomsorg inom arbetsgivarorganisationen Sveriges kommuner och landsting Inger Ros engagerar sig för välfärdsfrågorna och frågor om framtidens sjukvård, med patienten i centrum och medborgarnas rätt till vård på lika villkor. Hon är positiv till fler närakuter.